# Siddhartha Mukherjee
Siddhartha Mukherjee (Nueva Delhi, 21 de julio de 1970) es un médico, oncólogo y divulgador científico estadounidense. Es conocido internacionalmente por su libro de 2010, The Emperor of All Maladies: A Biography of Cancer (El emperador de todos los males: Una biografía del cáncer). Estudió biología en la Universidad de Stanford, obtuvo un D. Phil. de la Universidad de Oxford, y un doctorado en medicina de la Universidad de Harvard.
Desde 2009, Mukherjee es Profesor Asistente de Medicina en el Centro Médico de la Universidad de Columbia en la ciudad de Nueva York. Ha sido Profesor Visitante Plummer en la Clínica Mayo en Rochester, Minnesota, profesor visitante Joseph Garland en la Massachusetts Medical Society, y profesor honorario visitante en la Johns Hopkins School of Medicine. Es hematólogo y oncólogo de formación, su investigación se centra en la terapia del cáncer y las funciones genéticas relacionadas con las células sanguíneas.
El emperador de todos los males: Una biografía del Cáncer fue un gran avance en su carrera. Recibió el Premio Pulitzer 2011 de no ficción. Fue nombrado uno de los 100 libros más influyentes escritos en inglés desde 1923 por la revista Time, y uno de los 100 libros destacados del 2010 por The New York Times Magazine. Basado en el libro, Ken Burns realizó un documental para PBS Televisión bajo el título de Cancer: The Emperor of All Maladies en 2015, y fue nominado para un premio Emmy. En 2016, Mukherjee publicó El gen: una historia íntima que relata la historia del gen y una respuesta a la pregunta definitoria del futuro: ¿Qué es ser humano cuando aprendemos a "leer" y "escribir" nuestra propia información genética?

El Gobierno de la India le confirió su cuarto premio civil más importante, el Padma Shri, en 2014.

## Educación y primeros años
Siddhartha Mukherjee nació en una familia bengalí en Nueva Delhi, India. Su padre, Sibeswar Mukherjee, era un ejecutivo de Mitsubishi, y su madre Chandana Mukherjee, exmaestra de escuela de Calcuta (ahora Kolkata). Asistió a la escuela de St. Columba en Delhi, donde ganó el premio más alto de la escuela, la "Espada de Honor", en 1989. Como licenciado en biología por la Universidad de Stanford, trabajó en el laboratorio del premio Nobel Paul Berg, definiendo genes celulares que cambian el comportamiento de las células cancerosas. Obtuvo su membresía en Phi Beta Kappa en 1992, y completó su B. S. en 1993.

Mukherjee ganó una beca Rhodes para investigación doctoral en Magdalen College, Universidad de Oxford. Trabajó en el mecanismo de activación del sistema inmunológico por antígenos virales. Le concedieron un D. Phil. en 1997 para su tesis titulada The processing and presentation of viral antigens degree in 1997 for research on viral antigens as a postgraduate student of Magdalen College, Oxford. Después de graduarse, asistió a la Escuela de Medicina de Harvard, donde obtuvo su título de Doctor en Medicina (M. D.) en el año 2000. Entre 2000 y 2003 trabajó como residente de medicina interna en el Massachusetts General Hospital. De 2003 a 2006 se formó en oncología como becario en el Dana-Farber Cancer Institute (bajo la Harvard Medical School) en Boston, Massachusetts.

## Carrera
En 2009, Mukherjee se unió a la facultad del Departamento de Medicina, División de Hematología/Oncología, en el Centro Médico de la Universidad de Columbia como Profesor Asistente de Medicina. El centro médico está conectado al Hospital Presbiteriano de Nueva York en la ciudad de Nueva York.

Anteriormente estuvo afiliado al Harvard Stem Cell Institute y al Massachusetts General Hospital en Boston. A partir de 2017, su laboratorio se encuentra en el Centro Integral de Cáncer Herbert Irving de la Universidad de Columbia.

## Contribuciones

### Investigaciones
La investigación de Mukherjee, hematólogo y oncólogo capacitado, se centra en los vínculos entre las células madre normales y las células cancerosas. Ha estado investigando el microambiente ("nicho") de las células madre, particularmente en células madre que forman la sangre. Las células madre hematopoyéticas (llamadas células madre hematopoyéticas) están presentes en la médula ósea en microambientes muy específicos. Las principales células que forman la sangre llamadas osteoblastos son uno de los principales componentes de este entorno. Estas células regulan el proceso de formación y desarrollo de las células sanguíneas, proporcionándoles señales para dividirse, permanecer en reposo o mantener sus propiedades de células madre. La investigación de Mukherjee ha sido reconocida a través de numerosas becas de los Institutos Nacionales de Salud y de fundaciones privadas, incluyendo la prestigiosa "Challenge Grant" otorgada por los Institutos Nacionales de Salud a investigadores pioneros en 2009.

En el trabajo realizado con colaboradores en los años 90 y 2000, el laboratorio de Mukherjee identificó genes y sustancias químicas que pueden alterar el microambiente o nicho, y por lo tanto alterar el comportamiento de las células madre normales, así como las células cancerosas. Dos de estos productos químicos estudiados en el laboratorio -inhibidores de proteasomas e inhibidores de activina- se encuentran actualmente en ensayos clínicos con usos terapéuticos novedosos, tal como se definen en estos estudios. El laboratorio también ha identificado mutaciones genéticas novedosas en la mielodisplasia y la leucemia mielógena aguda y ha desempeñado un papel de liderazgo en la búsqueda de terapias para estas enfermedades en el ámbito clínico.

Mukherjee ha publicado extensamente en revistas científicas revisadas por pares, incluyendo artículos en Nature, Neuron, the Journal of Clinical Investigation, The New England Journal of Medicine y otros.

### Libros
En 2010, Simon & Schuster publicó su libro, El emperador de todos los males: Una biografía del Cáncer, que detalla la evolución del diagnóstico y tratamiento de los cánceres humanos desde el antiguo Egipto hasta los últimos desarrollos en quimioterapia y terapia dirigida. O, The Oprah Magazine lo incluyó en su "Top 10 Books of 2010". También fue listado en "Los 10 mejores libros del 2010" por The New York Times y los "10 mejores libros de no ficción del 2010" por Time.

En 2011, El emperador de todos los males: Una biografía del Cáncer fue nominado como finalista del Círculo Nacional de Críticos del Libro. El 18 de abril de 2011, ganó el Premio Pulitzer anual de no ficción general; la cita lo calificó como "una elegante investigación, a la vez clínica y personal, sobre la larga historia de una enfermedad insidiosa que, a pesar de los avances en el tratamiento, sigue causando malestar en la ciencia médica". Mukherjee también recibió el premio PEN-E O. Wilson Literary Science Writing Award en 2011. La revista Time también nominó a Mukherjee a su lista de "100 personas más influyentes" y nombró su libro como uno de los 100 mejores libros de no ficción desde 1923.

El libro de Mukherjee de 2016, The Gene: An Intimate History (El gen: una historia íntima) ofrece una historia de investigación genética, pero también profundiza en la historia genética personal de la familia del autor, incluyendo la enfermedad mental. El libro discute el poder de la genética para determinar la salud y los atributos de las personas, pero también tiene un tono cautelar para no dejar que las predisposiciones genéticas definan el destino, una mentalidad que condujo al surgimiento de la eugenesia en la historia y algo que él piensa carece del matiz necesario para entender algo tan complejo como los seres humanos. El Gene fue preseleccionado para el Royal Society Insight Investment Science Book Prize 2016,"el premio Nobel de escritura científica"...

### Crítica y respuesta
En su artículo de 2016 Lo mismo pero diferente en The New Yorker, Mukherjee atribuyó las funciones genéticas más importantes a factores epigenéticos (como la modificación de histonas y la metilación del ADN). Explica que le dio una analogía de su madre y su hermana gemela:

Acontecimientos casuales -lesiones, infecciones, infatuaciones, encaprichamientos; el intrigante trino de esa noche en particular- impactan a un gemelo y no al otro. Los genes se encienden y apagan en respuesta a estos eventos, a medida que las marcas epigenéticas se superponen gradualmente a los genes, grabando el genoma con sus propias cicatrices, callosidades y pecas.

El artículo, un extracto del capítulo "The First Derivative of Identity" de su libro The Gene: An Intimate History, fue criticado por genetistas como Mark Ptashne, en el Memorial Sloan Kettering Cancer Center, y John Greally, en el Albert Einstein College of Medicine, por su énfasis excesivo en la modificación de histonas y la metilación del ADN, pasando por alto otros factores importantes. Comentaron que estos dos procesos tienen solo influencias menores en la función génica general. Steven Henikoff, del Fred Hutchinson Cancer Research Center, opinó que "Mukherjee parecía no darse cuenta de que los factores de transcripción ocupan lo más alto de la jerarquía de la información epigenética", y dijo que "las modificaciones histónicas a lo sumo actúan como engranajes en la maquinaria". Ahora se cree generalmente que la modificación de histonas y las metilaciones de ADN son factores importantes de las funciones epigenéticas, el envejecimiento y ciertas enfermedades, y con la capacidad de influir en los factores de transcripción. Sin embargo, contribuyen poco al desarrollo. En respuesta, Mukherjee admitió que la omisión de los factores de transcripción "fue un error" por su parte.
Mukherjee también critica la prueba de CI como medida de inteligencia, y respalda la teoría de las inteligencias múltiples (introducidas por Howard Gardner) sobre la inteligencia general. Afirma que los resultados de las pruebas de CI para determinar la inteligencia general no representan inteligencia en el mundo real. Al repasar el libro en The Spectator, Stuart Ritchie, un psicólogo de la Universidad de Edimburgo, comentó que la teoría de Gardner está "desacreditada" y que "la inteligencia general es probablemente el fenómeno más replicado en toda la ciencia psicológica".

Mukherjee también afirmó erróneamente que "la evolución darwiniana clásica es que los genes no retienen las experiencias de un organismo de una manera permanentemente heredable... Darwin desacreditó ese modelo de Lamarck.". Pero Darwin no tenía ni idea del gen, cuyo concepto se estableció solo en el siglo XX. El escritor científico Razib Khan señaló esta concepción errónea, y explicó que "Darwin trabajó en la era pre-genética... él mismo estaba bastante abierto al Lamarckianismo en algunos casos".

## Lista de libros publicados
- 2010: El emperador de todos los males: Una biografía del Cáncer (ISBN 978-0-00-725092-9 ).
- 2015: Las Leyes de Medicina: Notas de Campo de una Ciencia Incierta (ISBN 978-1-4711-4185-0 ).[19]
- 2016: El Gen: Una Historia Íntima (ISBN 978-1476733500 ).[20]

## Vida personal
Mukherjee vive en Nueva York y está casado con la artista Sarah Sze, ganadora de una beca MacArthur "Genius" y representante de los Estados Unidos en la Bienal de Venecia 2013. Tienen dos hijas, Leela y Aria.